# Simulierte Realität
Simulierte Realität beschreibt eine hypothetische Umgebung, die als real wahrgenommen wird, aber in Wirklichkeit eine detailreiche Simulation der Realität ist. Im Gegensatz zu dem mit heutiger Technik erreichbaren Konzept der virtuellen Realität, die leicht von realen Wahrnehmungen unterschieden werden kann, wäre eine simulierte Realität von der Realität nicht trivial unterscheidbar. Hyperrealität beschreibt postmoderne Ideen bezüglich Wahrnehmungen der Realität, die in einigen Aspekten Ähnlichkeiten mit diesem Konzept aufweisen.
Zwischen simulierter Realität und virtueller Realität besteht eher ein gradueller als ein grundsätzlicher Unterschied. Dabei spielt der Grad der Immersion eine zentrale Rolle. Bei vollständiger Immersion taucht das Subjekt so stark in die simulierte Realität ein, dass diese zur virtuellen Realität wird bzw. nicht mehr trivial zwischen den Realitäten unterschieden werden kann.
Eine alternative Bedeutung des Begriffs der simulierten Realität wurde in der Fraunhofer-Gesellschaft im Jahr 2003 als eine ihrer Leitinnovationen geprägt. Unter simulierter Realität versteht man hier den Ansatz, naturwissenschaftlich-technische Simulation und Optimierung mit modernen Visualisierungs- und Interaktionsmethoden aus der virtuellen Realität zusammenzuführen.

## Mindfuck
Thematisch stark verwandt mit simulierter Realität ist der sogenannte Mindfuck. Dabei wird eine als „wahr“, „real“ und „gegeben“ akzeptierte Realität aufgebrochen, und es werden völlig neue Grundmanifeste geprägt. Diese erzeugen eine kognitive Dissonanz, die in der Kunst oft absichtlich hervorgerufen wird. Die unter Immersion und virtueller Realität genannten Beispiele in Literatur und Film überlappen sich stark, obwohl der Ursprungskontext der Begriffe jeweils ein anderer ist.
Arno Meteling bemüht zur Definition des als Mindfuck bekannten Effektes in der Analyse des filmischen Werkes von Miike Takashi den Begriff „quid“ des Philosophen und Kunsttheoretikers Jean-François Lyotard, als „filmisches Ereignis, eine Plötzlichkeit, die sich dem Erzählfluss der Diegese eines Films so dermaßen widersetzt, dass der Zuschauer gewaltsam erschüttert und überwältigt zurückgelassen wird, dass er den Film nicht mehr als geschlossene Struktur wahrnehmen kann.“
Der Begriff „quid“ wird auch von Lyotard als ein desorientierendes Ereignis in der Kunst beschrieben.

„Es handelt sich nicht um die Frage nach dem Sinn und der Wirklichkeit dessen, was geschieht oder was das bedeutet. Bevor man fragt was ist das, was bedeutet das, vor dem quid, ist ‚zunächst’ sozusagen erfordert, dass es geschieht, quod. Dass es geschieht, geht sozusagen immer der Frage nach dem, was geschieht ‚voraus’. Denn dass es geschieht, das ist die Frage als Ereignis; ‚danach’ erst bezieht sie sich auf das Ereignis, das soeben geschehen ist. […] Es geschieht, il arrive ist ‚zunächst’ ein: Geschieht es? Ist es, ist das möglich? Dann erst bestimmt sich das Fragezeichen durch die Frage: Geschieht dies oder das, ist dies oder das, ist es möglich, dass dies oder das geschieht.“

Der Begriff Mindfuck wurde geprägt von Robert Anton Wilson und Robert Shea und erlangte erstmals weitere Verbreitung in deren Roman-Trilogie Illuminatus im Jahr 1968. Zu Beginn der 2000er Jahre wurde er in US-amerikanischen Filmforen wieder aufgegriffen als Reaktion auf Filme wie The Sixth Sense, Fight Club oder Mulholland Drive. Der Medienwissenschaftler und Autor Christian Hardinghaus beschreibt den Begriff nicht als ein Filmgenre, sondern als einen Effekt, den filmische oder literarische Manipulationstechniken hervorrufen können. Der Zuschauer soll dabei durch Regiekniffe so in die Irre geführt werden, dass er an seinen eigenen Sinnen zu zweifeln scheint. Dabei sei ein Mindfuck immer auf ein Medium zurückzuführen. So etwa gebe es Mindfuck-Effekte in Filmen, Büchern, Spielen, in der Bildenden Kunst oder auf Fotos. Millionenfach werden in sozialen Netzwerken Bilder geteilt, welche das Etikett Mindfuck tragen. Auf den ersten Blick nicht erkennbare Details geben dem Foto bei näherer Betrachtung eine ganz andere Bedeutung.

## Architecture
Im Jahr 2012 löste ein Artikel von Der Spiegel, der sich auf die Computer Generated Imagery der Serie Seven Houses for No One bezog, Debatten über die simulierte Realität in der Architektur aus: „Dass Fiktion und Realität kaum noch unterscheidbar sind, machte sich der junge italienische Architekt Antonino Cardillo zunutze. Der Spiegel erfuhr, dass Cardillo Bilder von angeblich gebauten Gebäuden an Architekturzeitschriften versandt und den Anschein erweckt hatte, die Häuser seien tatsächlich gebaut worden.“⁠

## Romane mit ähnlichen Themen
- Time Out of Joint (1959) – Philip K. Dick
- Die Physiker (1961) – Friedrich Dürrenmatt
- Simulacron-3 (1964) – Daniel F. Galouye
- Lauf, Jane, lauf (1991) – Joy Fielding
- Eine Billion Dollar (1995) – Andreas Eschbach
- Fight Club (1996) – Chuck Palahniuk
- Das dritte Gesicht (2001) – Sidney Sheldon
- Der Kameramörder (2002) – Thomas Glavinic
- Shutter Island (2003) – Dennis Lehane
- Die Pythagoras-Morde (2003) – Guillermo Martínez
- Wir müssen über Kevin reden (2003) – Lionel Shriver
- The Cocka Hola Company (2003) – Matias Faldbakken
- Cupido (2004) – Jilliane Hoffman
- Alles, was wir geben mussten (2005) – Kazuo Ishiguro
- Komm, ich erzähl dir eine Geschichte (2005) – Jorge Bucay
- Die Therapie (2006) – Sebastian Fitzek
- Meat (2008) – Joseph D'Lacey
- Leichenblässe (2009) – Simon Beckett
- Tief im Wald und unter der Erde (2009) – Andreas Winkelmann
- The Cannibals of Candyland (2009) – Carlton Mellick III
- Raum (2010) – Emma Donoghue
- Vom Ende einer Geschichte (2011) – Julian Barnes
- Silo (2011) – Hugh Howey
- Ich.darf.nicht.schlafen (2011) – Steve Watson
- Ich bin die Nacht (2011) – Ethan Cross
- Gone Girl – Das perfekte Opfer (2012) – Gillian Flynn
- Vergissdeinnicht (2012) – Cat Clarke
- We Were Liars (2014) – E. Lockhart
- Der unsichtbare Apfel (2014) – Robert Gwisdek
- Girl on the Train (2015) – Paula Hawkins
- The Library at Mount Char (2015) – Scott Hawkins
- Kryonium. Die Experimente der Erinnerung (2019) – Matthias A. K. Zimmermann

## Filme mit ähnlichen Themen
- Das Haus der Lady Alquist (1944)
- Ich kämpfe um dich (1945)
- Orpheus (1950)
- Rashomon (1950)
- Zeugin der Anklage (1957)
- Vertigo (1958)
- Psycho (1960)
- 2001: Odyssee im Weltraum (1968)
- Welt am Draht (1973)
- Eraserhead (1977)
- Brazil (1985)
- Total Recall (1990)
- Brainscan (1994)
- Die üblichen Verdächtigen (1995)
- Lost Highway (1997)
- Virtual Nightmare – Open Your Eyes (1997)
- The Game (1997)
- Dark City (1998)
- Die Truman Show (1998)
- The 13th Floor – Bist du was du denkst? (1999)
- Fight Club (1999)
- Matrix (1999)
- eXistenZ (1999)
- The Sixth Sense (1999)
- Memento (2000)
- The Others (2001)
- A Beautiful Mind (2001)
- Mulholland Drive (2001)
- Vanilla Sky (2001)
- Gothika (2003)
- Primer (2004)
- The Village – Das Dorf (2004)
- Der Maschinist (2004)
- Das geheime Fenster (2004)
- Prestige – Die Meister der Magie (2006)
- Timecrimes – Mord ist nur eine Frage der Zeit (2007)
- Triangle – Die Angst kommt in Wellen (2009)
- Der Fluch der 2 Schwestern (2009)
- Inception (2010)
- Shutter Island (2010)
- Source Code (2011)
- Der unsichtbare Gast (2016)